# Campeonato de Fórmula Truck de 2000
O Campeonato de Fórmula Truck de 2000 foi a quinta edição da categoria no Brasil, organizada pela Confederação Brasileira de Automobilismo. 
O gaúcho Jorge Fleck, que pilotava um caminhão Volvo, se tornou bicampeão da categoria. Renato Martins foi vice-campeão pelo quarto ano consecutivo.

## Mídia
O campeonato teve o televisionamento da Rede Bandeirantes, as corridas eram narradas por Luciano do Valle.

## Classificação
| Pos    | Piloto                     | Marca / Equipe    | Pontos |
| ------ | -------------------------- | ----------------- | ------ |
| 1      | Jorge Fleck                | Thermoid-Melitta  | 225    |
| 2      | Renato Martins             | RM Competições    | 182,5  |
| 3      | Djalma Fogaça              | DF Motorsport     | 128,5  |
| 4      | Fred Marinelli             |                   | 112    |
| 5      | Wellington Cirino          | ABF Mercedes-Benz | 106    |
| 6      | Vignaldo Fizio             |                   | 91     |
| 7      | Thiago Grison              |                   | 74     |
| —      | Evaldo Quadrado            |                   | 74     |
| 9      | Beto Napolitano            |                   | 63     |
| 10     | Heber Borlenghi            |                   | 52     |
| 11     | José Cangueiro             |                   | 35     |
| 12     | Roberval Andrade           | Muffatão Racing   | 34     |
| 13     | Débora Rodrigues           | RM Competições    | 26     |
| 14     | Fabiano Brito              |                   | 15     |
| 15     | Luiz Carlos Lanzoni        |                   | 13     |
| 16     | Eduardo "Macarrão" Fráguas |                   | 11,5   |
| 17     | Diumar Bueno               |                   | 7      |
| 18     | Beto Monteiro              | DF Motorsport     | 6      |
| 19     | Guido Borlenghi            |                   | 3      |
| 20     | Clayton Peres              |                   | 2      |
| —      | Pedro Muffato              |                   | 2      |
| 22     | Pedro Alves                |                   | 1      |
| 23     | Gilberto Hidalgo           |                   | 0      |
| —      | Paco Sanmartin             |                   | 0      |
| Fonte: |                            |                   |        |